# Bataille de Tomaszów Lubelski
Seconde Guerre mondiale
Batailles
Campagne de Pologne :
- Ultimatum allemand
- Ordre de bataille
- Opération Himmler
- Plan Pékin
- Plan Worek
- Baie de Dantzig
- Défense de la poste centrale de Dantzig
- Westerplatte
- Grudziądz
- Mokra
- Węgierska Górka
- Krojanty
- Forêt de Tuchola
- Borowa Góra
- Wizna
- La Bzura
- Hel
- Jarosław
- Brest-Litovsk
- Tête de pont roumaine
- Invasion soviétique
- Lwów
- Modlin
- Tomaszów Lubelski
- Grodno
- Krasnobród
- Wilno
- Varsovie
- Szack
- Wytyczno
- Kock

La bataille de Tomaszów Lubelski  se déroule pendant la campagne de Pologne (Seconde Guerre mondiale), du 17 au 26 septembre 1939, entre les forces armées polonaises et la Wehrmacht pour le contrôle de la ville de Tomaszów Lubelski.
Il s'agit de la plus importante bataille de chars et de la seconde plus grande bataille (après la bataille de la Bzura) de la campagne de Pologne. Elle s'inscrit dans le cadre de la « tête de pont roumaine ».

## Déroulement de la bataille

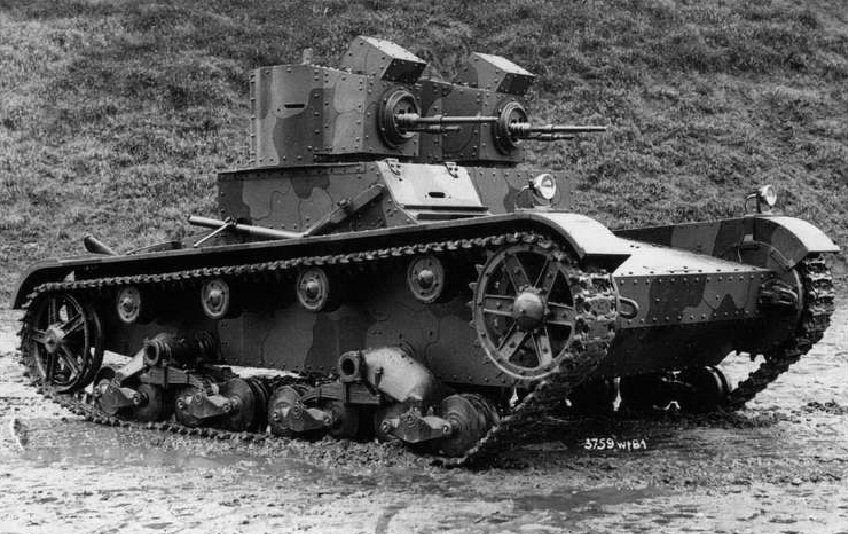
Version A d’un Vickers 6-Ton utilisé par l’armée polonaise.

Elle peut se diviser en deux phases : du 17 au 20 septembre, et du 21 au 26 septembre. Dans la première bataille de Tomaszów Lubelski, les forces polonaises, composées de l'Armée de Cracovie et de Lublin (comprenant la brigade motorisée de Varsovie et ses chars Vickers 6-Ton) sous le commandement du général Tadeusz Piskor tentent de percer les positions allemandes autour de Tomaszów Lubelski. 
Cette première phase prend fin avec la capitulation de l'Armée de Lublin le 20 septembre.
La deuxième phase (également connue sous le nom de la deuxième bataille de Tomaszów Lubelski) voit l'Armée de Modlin et les groupes opérationnels Wyszków, Narew ainsi que la cavalerie de Władysław Anders, tenter de briser le front allemand au sud. Seule la cavalerie réussit cette percée et la plupart des troupes polonaises capitule le 26 septembre.
Après leur reddition, les forces polonaises (500 officiers et 6 000 soldats) sont envoyés dans des camps de prisonniers de guerre allemands.

## Poursuite des combats
Le général Przedrzymirski-Krukowicz, de son côté, refuse d'obéir à l'ordre de reddition et livre bataille le 24 septembre à Krasnobród face aux Allemands.
De nombreuses unités polonaises parviennent également à échapper à l'encerclement allemand et seront ensuite réorganisées pour former l'Armée polonaise de l'Ouest en France.